# Fasseröd
Fasseröd är en stadsdel i Uddevalla, Västra Götalands län, som ligger lite ovanför stadsdelen Unneröd. I Fasseröd finns en förskola och en grusfotbollsplan öppen för allmänheten.